# Appin (Australie)
Appin est une ville australienne située dans le comté de  Wollondilly en Nouvelle-Galles du Sud.

## Géographie
La ville est située dans la région de Macarthur, à 75 km au sud-ouest de Sydney et à 35 km de Wollongong.

## Histoire
Appin est le pays du peuple Tharawal dont certains sont tués lors du massacre d'Appin, une expédition punitive menée le 16 avril 1814 à la demande du gouverneur Lachlan Macquarie.
À la même époque, le peuplement européen commence quand des concessions de terres sont accordées à d'anciens soldats ou à des prisonniers émancipés. Le gouverneur Macquarie baptise le lieu d'après Appin, localité située dans les Highlands écossais de l'ouest, d'où sa femme, Elizabeth Campbell, est originaire.

## Démographie
La population s'élevait à 1 803 habitants en 2011 et à 2 633 habitants en 2016.

## Économie
Appin a été pendant des décennies une importante zone de culture du blé et de production laitière, mais l'apparition de la rouille du blé et le développement des chemins de fer atteignant d'autres zones de l'État ont réduit son importance. À partir de 1869, cependant, le district devient le principal fournisseur d'eau de Sydney, avec la construction sur le cours supérieur de la Nepean de quatre barrages majeurs associés à 64 km de canaux et de tunnels alimentant un vaste réservoir près de Sydney.
L'exploitation du charbon est aujourd'hui la principale activité dans deux mines ouvertes en 1962 et 1976.